# Hansa-Brandenburg C.I
El Hansa-Brandenburg C.I, també conegut com a tipus LDD, fou un biplà armat de reconeixement, biplaça i monomotor, dissenyat per Ernst Heinkel, que treballava aleshores per a la companyia matriu a Alemanya i operat per les forces aèries austrohongareses. El C.I tenia similituds amb el model B.I anterior, incloent-hi els tirants entre plans, inclinats cap a l'interior. Com altres aeronaus austrohongareses de reconeixement, com els tipus C de Lloyd o Lohner, el tipus LDD tenia una cabina única per als seus dos tripulants.
L'armament estava format per una metralladora Scwarzlose de 8 mm a popa, per a l'observador i, en algunes unitats, també una metralladora semblant a proa per al pilot, sense sincronització amb l'hèlix i situada sobre l'ala superior. Aquesta última fou substituïda més endavant per una Schwarzlose de 8 mm sincronitzada amb l'hèlix i situada al costat de babord del buc. La càrrega normal de bombes era de 60 kg.

## Historial de servei
El C.I va servir en les forces aèries austrohongareses en tasques de reconeixement visual i fotogràfic, observació d'artilleria i bombardeigs lleugers des de principi de la primavera de 1916 fins a la fi de la Primera Guerra Mundial. L'aeronau tenia bones característiques de maneig i la introducció constant de motors més potents en lots de producció successius va permetre millorar-ne el rendiment i, per tant, continuar el servei a primera línia.
Després de la Primera Guerra Mundial, 22 C.I originals de Hansa-Brandenburg van quedar en mans dels polonesos i van passar a formar part dels primers avions de la Força Aèria Polonesa. Es van utilitzar a la batalla de Lemberg, durant la guerra polonesoucraïnesa i, després també durant la guerra polonesosoviètica.

## Operadors
Àustria-Hongria
- Forces aèries austrohongareses

 Polònia
- Força aèria polonesa (postguerra)

  Txecoslovàquia
- Força aèria txecoslovaca (postguerra)

Regne de Iugoslàvia
- Reial Força Aèria Iugoslava (postguerra)